# Gräfholz und Dachsberge
Das Naturschutzgebiet Gräfholz und Dachsberge ist ein landeskundlich besonders wertvoller Wald im mittelfränkischen Landkreis Neustadt an der Aisch-Bad Windsheim. Es ist das größte Naturschutzgebiet im Landkreis.
Das 350,36 ha große Gebiet mit der Nr. NSG-00299.01, das im Jahr 1986 unter Naturschutz gestellt wurde, erstreckt sich nordwestlich der Stadt Bad Windsheim zwischen Ergersheim im Südwesten und dem östlich gelegenen Oberntief, einem Ortsteil von Bad Windsheim. Die St 2252 verläuft südlich.